# Терп
Терп (хол. wierde, woerd, warf, warft, werf, werve, wurt), је вештачка хумка за становање пронађена у Северној Европи, која је створена да обезбеди безбедно тло током олујних удара, плиме и мора или поплава реке. Чини се да је у енглеским изворима реч терп најчешћи термин икада. Ове хумке се јављају у обалним деловима Холандије (у провинцијама Зеланд, Фризија и Хронинген), у јужним деловима Данске и у северозападним деловима Немачке, где је, пре него што су направљени насипи, поплавна вода ометала свакодневни живот. Они се могу наћи посебно у региону Остфриесланд и Краис Нордфриесланд у Немачкој. У Краис Нордфриесланд на Халигену, људи и даље живе на терпама незаштићени од стране насипа. Терпс се такође јављају у равницама реке Рајне и Мезе у централном делу Холандије. Штавише, терпе се могу наћи јужније у провинцији Северна Холандија, попут Авендорпа у близини града Шагена и у градовима Бреден ен Лефинге близу Остендеа у Белгији. Друге терпе се могу наћи на ушћу реке Ејсел, попут оног у засеоку Кампереиланд, у провинцији Оверијсел и на некадашњем острву Шокланд у некадашњем Зуидерзеју, данас обновљеној земљи Нордостполдер. Чак и испод града Ден Хелдер на северу провинције Северна Холандија лежи стари терп, по имену Хет Торп.

## Терпени у провинцији Фризији
У холандској провинцији Фризија, брдо за вештачко становање назива се терп (множина терпен). Терп значи „село“ на старофризијском и сродно је са енглеским тхорп, данским торпом, немачким Дорфом, модерним западнофризијским доарпом и холандским дорпом. Историјска насеља у Фризију изграђена су на вештачком терпену висине до 15 метара (49 стопа) да би била безбедна од поплава у периодима пораста нивоа мора. Први период изградње терпа датира из 500. године пре нове ере, а други од 200. године пре нове ере до 50. године пре нове ере. Средином 3. века, пораст нивоа мора био је толико драматичан да је глинена област опустела, а досељеници су се вратили тек око 400. године нове ере. Трећи период изградње терпа датира из 700. године нове ере (старофризско доба). Ово се завршило доласком насипа негде око 1200. Током 18. и 19. века, многе терпе су уништене да би се користило плодно земљиште које су садржали за ђубрење пољопривредних поља. Терпене су обично биле добро оплођене труљењем смећа и личног отпада који су њихови становници вековима одлагали.

## Вирден у провинцији Хронинген
У холандској провинцији Хронинген вештачка гомила за становање назива се вирде (множина вирден). Као и у Фризији, први вирде је изграђен око 500. године пре нове ере или можда раније.